# Auguste Burggraf
Auguste Burggraf (1832 in Bamberg – 20. Oktober 1868 in Frankfurt am Main) war eine deutsche Theaterschauspielerin.

## Leben
Burggraf, Tochter einer geborenen Freiin von Wildenstein und eines höheren bayerischen Hofbeamten beim Herzog Wilhelm von Bayern angestellt, erhielt durch die Fürsorge des Kronprinzen Maximilian von Bayern die nötige künstlerische Ausbildung und nachdem sie auf Gesellschaftstheatern wiederholt Proben ihres Talents abgelegt hatte, betrat sie 1848 zum ersten Mal in Nürnberg öffentlich die Bühne. Danach kam sie ins Engagement in Bamberg, von dort nach Innsbruck, von wo sie nach Graz verpflichtet wurde, woselbst sie nach einem glänzenden Debüt mehrere Jahre im Fache der ersten jugendlichen Liebhaberinnen beschäftigt wurde.
Hier sah sie die Königin von Hannover, von ihrem spiele entzückt, allsogleich ihr Engagement an die Königliche Bühne veranlasste. Verschiedene Intrigen und Kabale verleideten ihr jedoch ein längeres Verbleiben in Hannover und sie folgte 1853 einem Antrag an das Stadttheater in Hamburg, woselbst ihr ein weites Feld der künstlerischen Tätigkeit eröffnet wurde. Sie vervollkommnete sich noch durch Unterricht bei Adele Peroni-Glasbrenner und nach kam einem Jahr war sie der erklärte Liebling der Hamburger. Trotzdem verließ sie 1857 die Hansastadt und trat am 5. Juli 1858 in der Titelrolle des Sensationsschauspieles „Fiammina“ zum ersten Mal vor die Prager und errang durch die realistisch effektvolle Ausarbeitung ihrer Partie, sowie mit ihren glänzenden äußeren Mitteln einen großen Erfolg, der ihr als „Gräfin Orsina“, „Monika“ in Sonnenwendfest, „Baronin“ in Stille Wasser sind tief und „Pompadour“ treu blieb. Am 4. August trat sie als „Elisabeth“ in Essex ihr Engagement an.
1864 lockte sie ein glänzender Antrag ans Stadttheater in Frankfurt, woselbst sie vier Jahre lang zu den Zierden der Bühne zählte. 1868 wurde sie Mitglied des Hof- und Nationaltheaters in Mannheim, konnte jedoch nur wenige Monate daselbst wirken, denn sie musste bald Kränklichkeit halber die Bühne verlassen und starb bereits am 20. Oktober 1868 zu Frankfurt.